# Mauro Sarti
Mauro Sarti, al secolo Cristoforo Sarti (Medicina, 4 dicembre 1709 – Roma, 23 agosto 1766), è stato un religioso e storico italiano, abate camaldolese, erudito, ricordato soprattutto per essere stato autore di un'importante opera sull'università di Bologna.

## Biografia
Nacque a Medicina da Domenico Sarti e Tommasa Gambarini. Entrò nella Congregazione dei camaldolesi a Ravenna nel 1728; fu mandato successivamente nel monastero camaldolese di San Gregorio al Celio dove si dedicò allo studio del greco, del diritto civile e si perfezionò fra l'altro nell'epigrafia, nella diplomatica e nella numismatica.
Terminati gli studi, divenne lettore di Filosofia dapprima nel monastero di San Biagio a Fabriano e successivamente al Monastero di S. Croce all'Avellana. Durante la permanenza all'Avellana iniziò un impegnativo studio riguardante la storia della diocesi di Gubbio e la cronotassi dei vescovi eugubini che sarà pubblicata nel 1755; nel 1748 pubblicò inoltre una vita di San Giovanni da Lodi, un eremita eletto vescovo di Gubbio nel 1104. Nel frattempo, nel 1745 era divenuto lettore di Filosofia nel monastero di Classe a Ravenna e l'anno successivo era passato al monastero di Massaccio. Qui, in base a un'iscrizione innalzata dai Cuprensi Montani a T. Elio Adriano Antonino identificò l'antica Cupra Montana, che alcuni ritenevano essere Loreto e altri Ripatransone, con Massaccio. L'ipotesi, espressa nell'opera De antiqua Picentum civitate Cupra Montana (1748), fu contestata dal giovane Stefano Borgia a cui Sarti rispose nel 1752 con una Lettera del padre d. Mauro Sarti monaco camaldolese al signore Stefano Borgia.
Nel 1753 Sarti venne eletto cancelliere dei Camaldolesi e inviato nella sede di Faenza. L'incarico non impedì la ricerca erudita; nello stesso anno pubblicò De Veteri Capsula Dipiycha, opera nella quale fra l'altro mise ordine nella cronotassi dei vescovi di Verona.  Nel 1755 fu infine eletto abate di San Gregorio al Celio e trasferito a Roma.  La fama di studioso acquistata dal Sarti spinse papa Benedetto XIV, bolognese, a commissionargli l'ambizioso studio degli antichi documenti riguardanti l'Università di Bologna; il Sarti si recò pertanto a Bologna per raccogliere i documenti necessari a quella sarà l'opera per la quale è ancora ricordato: De claris Archigymnasii Bononiensis professoribus a saeculo XI usque ad saeculum XIV. Dopo la morte di Benedetto XIV (1758), l'attività del Sarti fu sostenuta anche dal nuovo papa papa Clemente XIII. Il primo volume dell'opera venne pubblicato postumo (presso l'editore Petronio Dalla Volpe nel 1769) per la morte improvvisa dell'autore, avvenuta per ictus. L'opera fu continuata dal padre camaldolese Mauro Fattorini, il quale curò il secondo tomo, pubblicato nel 1772.

## Opera
- De antiqua Picentum civitate Cupra Montana Mauri Sartii monachi Camaldulensis epistola ad v.c. Joannem Felicem Garatonum, Pisauri : e typographia Nicolai Gavelli, 1748
- La vita di s. Giovanni da Lodi vescovo di Gubbio scritta da un monaco anonimo del monastero di Santa Croce dell'Avellana, tratta ora per la prima volta da un antichissimo codice, volgarizzata, ed illustrata dal p.d. Mauro Sarti,  Jesi: nella stamperia di Gaetano Caprari, 1748
- Lettera del padre d. Mauro Sarti monaco camaldolese, e teologo di monsig. arcivescovo di Ravenna al signore Stefano Borgia in difesa della dissertazione De antiqua Picentum civitate Cupra Montana,  Pesaro: nella stamperia Gavelliana, 1752
- De veteri casula diptycha dissertatio, Faventiae: apud Josephum Antonium Archium, 1753 (Google libri)
- De Episcopis Eugubinis ad eminentissimum, & reverendissimum principem Henricum Henriquesium. Praecedit ejusdem auctoris De civitate, & ecclesia Eugubina dissertatio, Pisauri: e typographia Gavellia, 1755 (Google libri)
- Inscriptiones antiquæ ex Bibliotheca monachorum Camaldulensium S. Gregorii in Monte Coelio, 1765
- De claris Archigymnasii Bononiensis professoribus a saeculo XI usque ad saeculum XIV, Tomi I Pars II, Bononiae: ex typographia Laelii a Vulpe Instituti Scientiarium typographi, 1769 (Google libri)